# Olympische Sommerspiele 1968/Teilnehmer (Jamaika)
| Gelbes Symbol für Goldmedaillen mit stilisierten Olympischen Ringen | Graues Symbol für Silbermedaillen mit stilisierten Olympischen Ringen | Braundes Symbol für Bronzemedaillen mit stilisierten Olympischen Ringen |
| ------------------------------------------------------------------- | --------------------------------------------------------------------- | ----------------------------------------------------------------------- |
| —                                                                   | 1                                                                     | —                                                                       |

Jamaika nahm an den Olympischen Sommerspielen 1968 in Mexiko-Stadt mit einer Delegation von 25 Sportlern (20 Männer und fünf Frauen) teil.

## Medaillengewinner

### Silber
| Name          | Sportart       | Wettkampf |
| ------------- | -------------- | --------- |
| Lennox Miller | Leichtathletik | 100 Meter |

## Teilnehmer nach Sportarten

### Boxen
- Kenneth Campbell
Bantamgewicht: 17. Platz

- Errol West
Federgewicht: 17. Platz

- Oliver Wright
Mittelgewicht: 9. Platz

### Gewichtheben
- Cedric Demetris
Halbschwergewicht: ??

### Leichtathletik
- Lennox Miller
100 Meter: Silber 
4 × 100 Meter: 4. Platz

- Pablo McNeil
100 Meter: Vorläufe

- Michael Fray
200 Meter: 7. Platz
4 × 100 Meter: 4. Platz

- Clifton Forbes
400 Meter: Viertelfinale
4 × 100 Meter: 4. Platz

- Byron Dyce
800 Meter: Halbfinale
1500 Meter: Vorläufe

- Neville Myton
800 Meter: Vorläufe

- Errol Stewart
4 × 100 Meter: 4. Platz

- Victor Brooks
Weitsprung: 15. Platz

- Wellesley Clayton
Weitsprung: 23. Platz in der Qualifikation

- Lennox Burgher
Dreisprung: 30. Platz in der Qualifikation

- Vilma Charlton
Frauen, 100 Meter: Vorläufe
Frauen, 200 Meter: Vorläufe
Frauen, 4 × 100 Meter: Vorläufe

- Carmen Smith
Frauen, 100 Meter: Vorläufe
Frauen, 80 Meter Hürden: Vorläufe
Frauen, 4 × 100 Meter: Vorläufe

- Una Morris
Frauen, 200 Meter: Halbfinale
Frauen, 400 Meter: Halbfinale
Frauen, 4 × 100 Meter: Vorläufe

- Adlin Mair-Clarke
Frauen, 4 × 100 Meter: Vorläufe

- Audrey Reid
Frauen, Hochsprung: 15. Platz in der Qualifikation

### Schwimmen
- Paul Nash
100 Meter Freistil: Vorläufe

### Segeln
- Barton Kirkconnell
Drachen: 20. Platz

- Charles Ogilvie
Drachen: 20. Platz

- Steven Henriques
Drachen: 20. Platz

- William Plant
Flying Dutchman: 26. Platz

- Michael Anthony Nunes
Flying Dutchman: 26. Platz